# Steencirkel

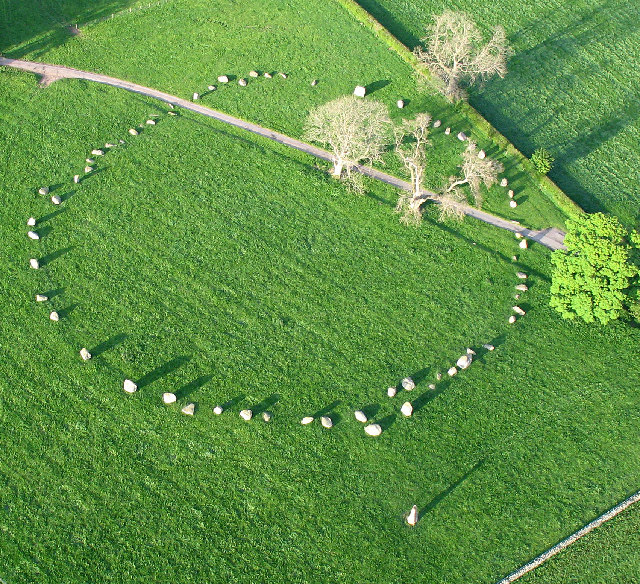
Long Meg And Her Daughters uit de bronstijd is de grootste steencirkel van Noord-Engeland

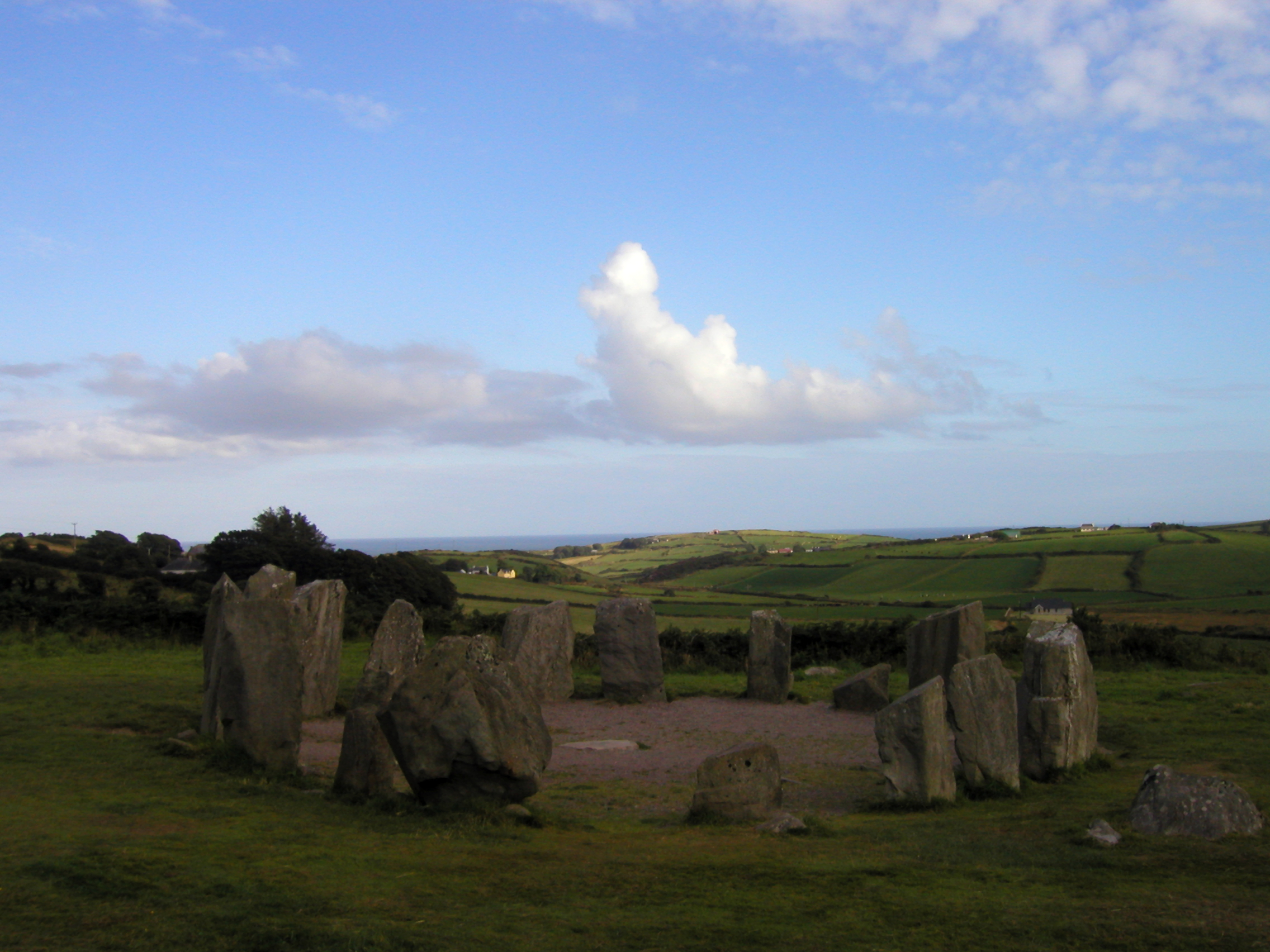
Steencirkel van Drombeg (County Cork) in Ierland, daterend uit de 10e-9e eeuw v.Chr.

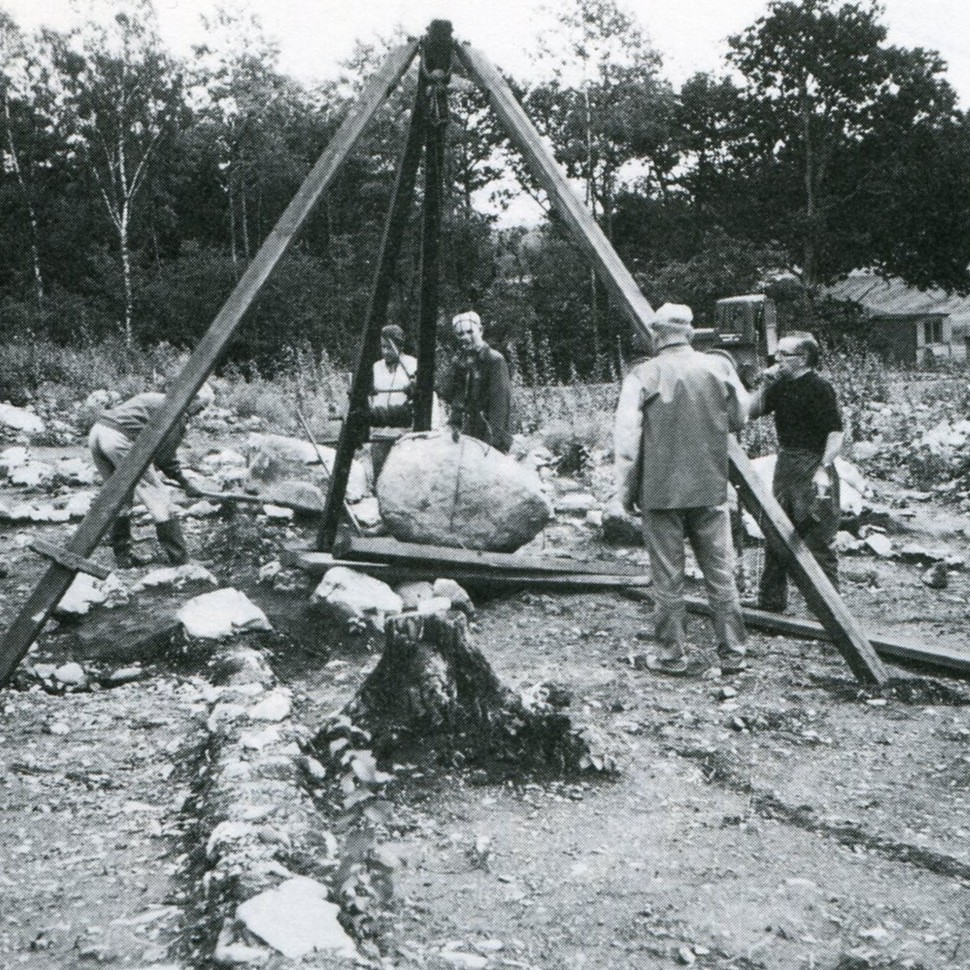
Onderzoek van het grafveld met steencirkel Domarringen i Skärholmen in 1966

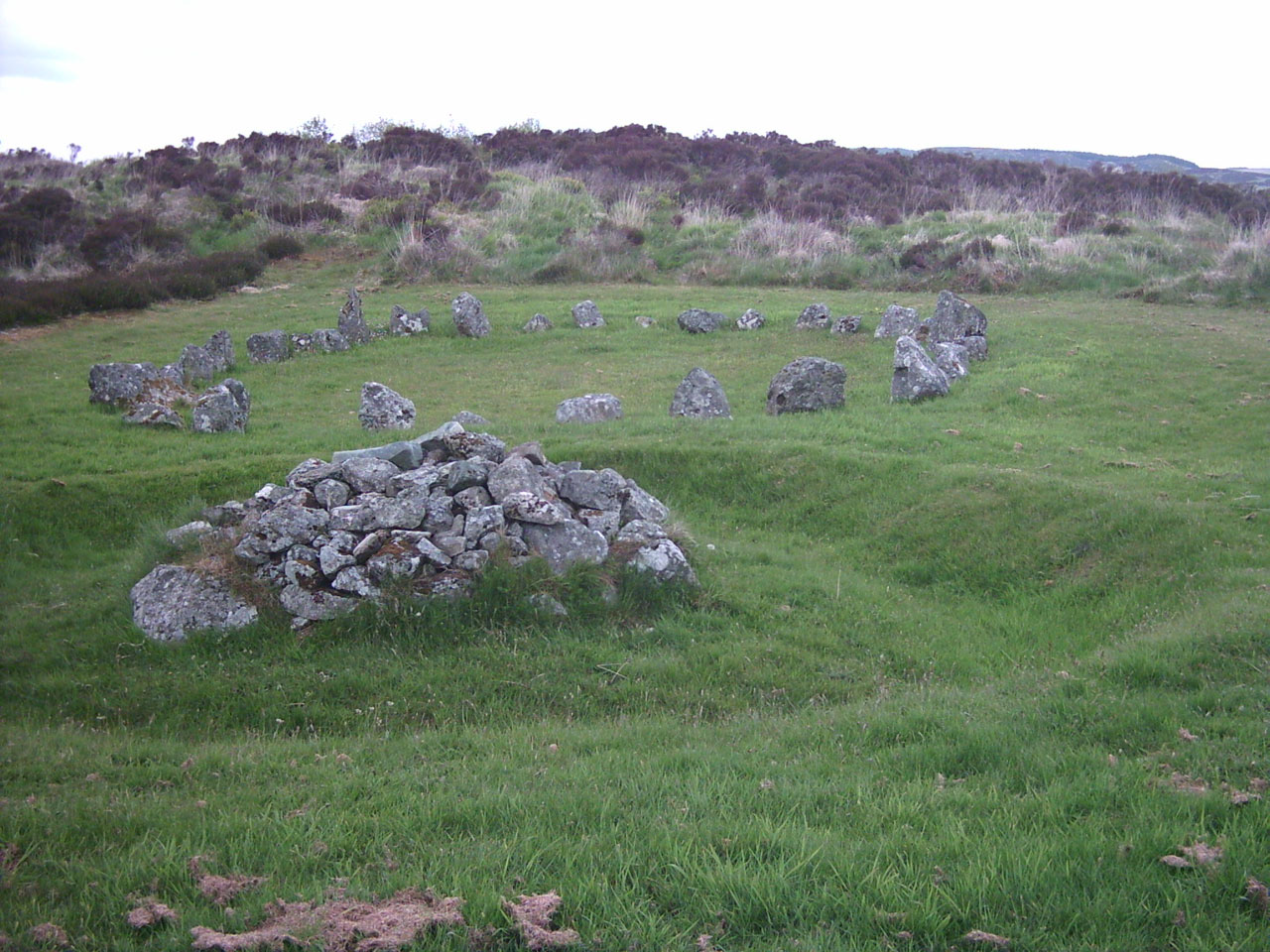
Beaghmore stone circle en cairn, Noord-Ierland

Een steencirkel is een megalithisch bouwwerk bestaande uit een cirkel of ellips van grote, rechtopstaande stenen, soms met stenen die dwars op de rechtopstaande stenen liggen. De diameter en het aantal stenen variëren per steencirkel, de meeste exemplaren bestaan uit 4 tot 60 stenen. 
Over het doel van steencirkels is veel geschreven en gespeculeerd. Ongetwijfeld zullen ze een religieuze functie hebben gehad, maar veel steencirkels vertonen ook een duidelijke relatie met astronomische verschijnselen en zijn wellicht ook gebruikt als kalender.

## Datering
De steencirkels dateren in het algemeen uit het late neolithicum en de vroege bronstijd, maar bijvoorbeeld in Gotland en Götaland zijn er steencirkels uit de ijzertijd aangetroffen, terwijl het merendeel van de megalieten in India juist uit de ijzertijd stamt.

## Voorkomen
Steencirkels komen vooral voor in het Verenigd Koninkrijk en Ierland, maar er zijn er ook in Bretagne en het zuiden van Scandinavië. Een van de bekendste steencirkels is Stonehenge, bij het dorpje Amesbury in het Engelse Wiltshire. 
In Baskenland is harrespil een type steencirkel waarvan de bouw wordt toegeschreven aan de Jentil. De Cromeleque dos Almendres is de grootste steencirkel op het Iberisch Schiereiland en een van de grootste in Europa.
Steencirkels worden aangetroffen op grafvelden. In de nabijheid van steencirkels zijn vaak andere megalithische bouwwerken te vinden, zoals grafheuvels, cairns en menhirs (Bretons: men hir = lange steen).
Naast steencirkels werden in dezelfde tijd ook cirkels van hout opgericht (woodhenge); deze hebben de tand des tijds niet doorstaan, maar het bestaan ervan kan worden afgeleid uit bewaard gebleven paalgaten, zoals de Paalkransheuvels bij het Vorstengraf, Oss. Een voorbeeld hiervan is Woodhenge bij Amesbury.
In het verleden zijn steencirkels soms vernietigd, zoals bij de Brandsbutt Symbol Stone.
Stonehenge, Avebury en bijbehorende plaatsen, de steencirkels van Senegambia, de Stones of Stenness en de Ring of Brodgar (onderdeel van Heart of Neolithic Orkney) staan vermeld op de Werelderfgoedlijst van UNESCO.
| Steencirkels |
| --- |
| - Interieur van de steencirkel van Grzybnica, Polen - Steencirkel van Zorats Karer, Armenië - Harrespil, Pyreneeën, Frankrijk - Meayll Hill stone circle, Isle of Man, 1894 - Harrespil in Baskenland |

## Legenden

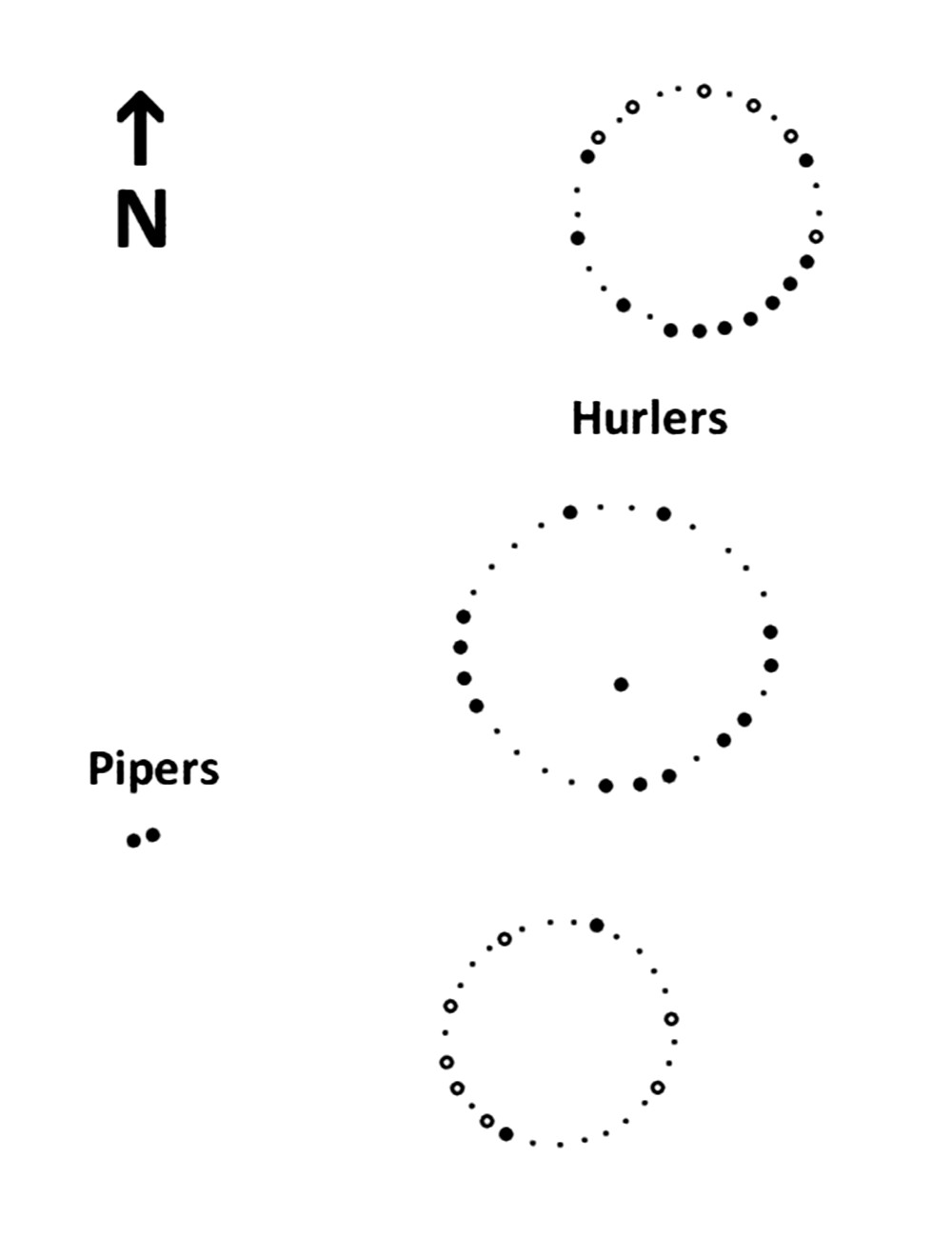
The Hurlers en the Pipers

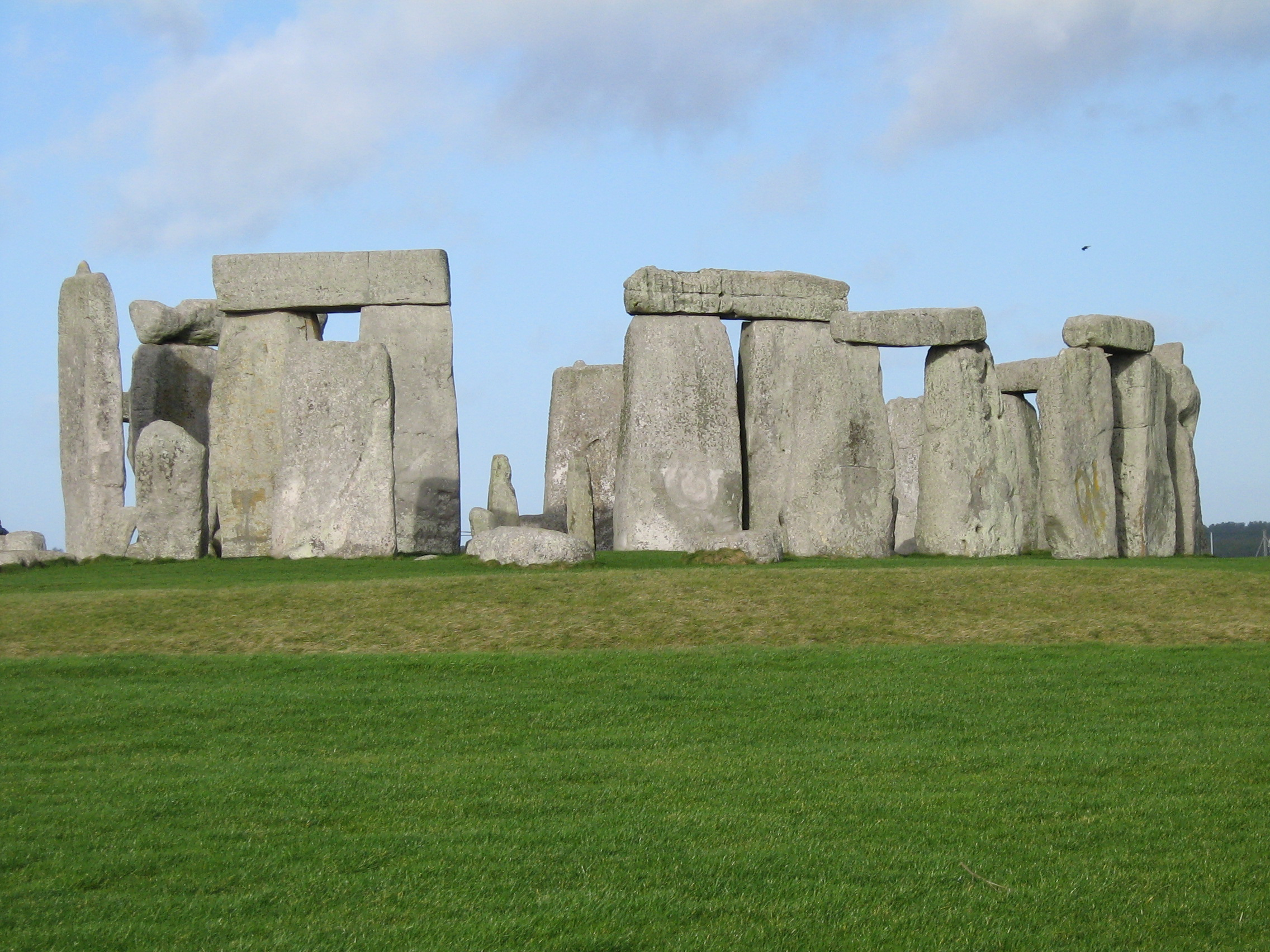
Stonehenge staat bekend om de trilieten

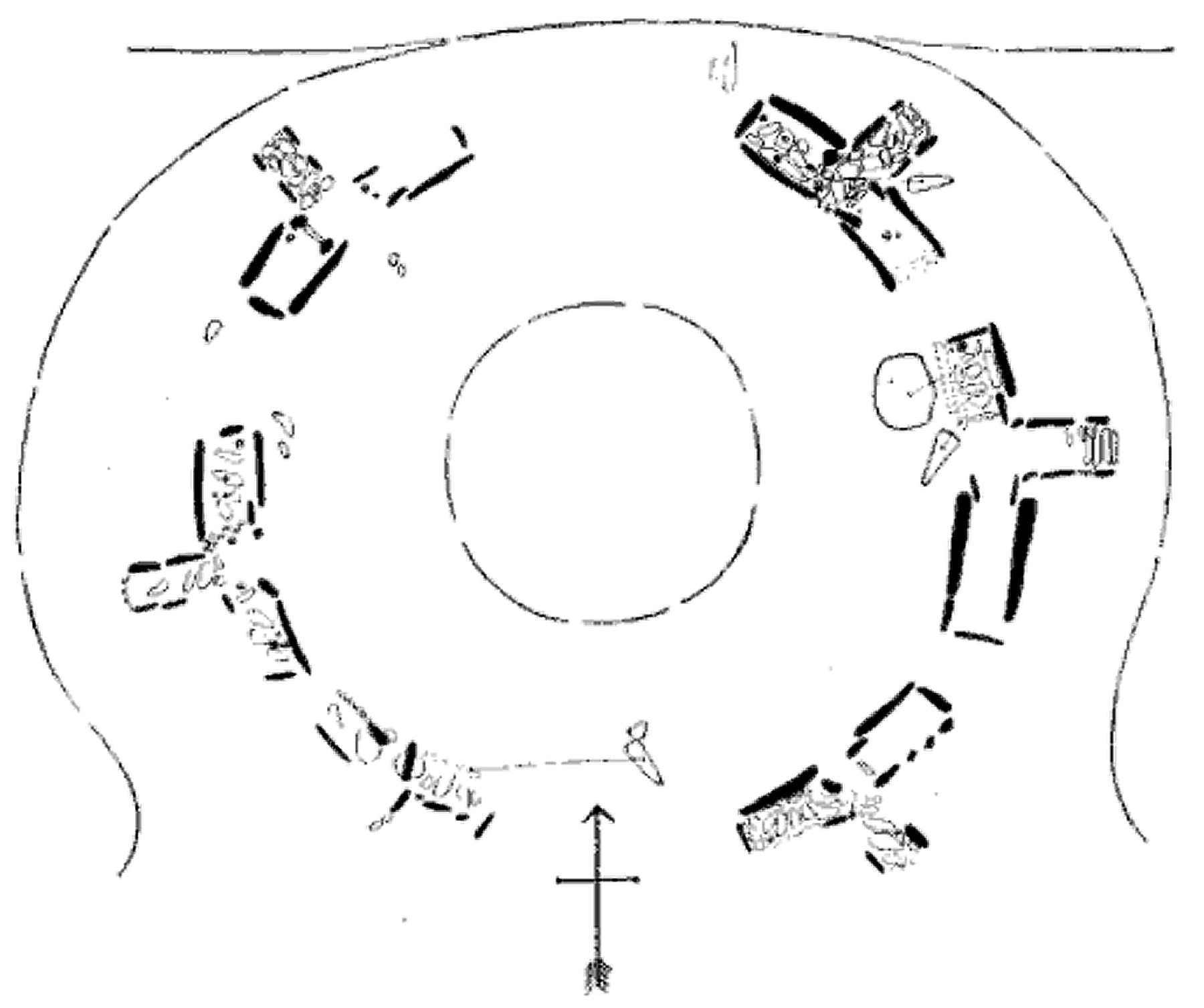
Plattegrond van Meayll Hill

Volgens legenden zijn sommige steencirkels ontstaan door een straf van god. 
Merry Maiden Stonecircle en de Pipers zouden op de dag van de sabbat gedanst hebben. Met een bliksemflits werden zowel de dansende meisjes als de doedelzakspelers in stenen veranderd. 
Ook Long Meg and her Daughters werden gestraft voor het dansen op zondag. De heks en haar dochters dansten en werden veranderd in steen. Long Meg is de langste steen en staat net buiten de steencirkel.
Ook de Nine Ladies Stone Circle (Stanton Moor) zou ontstaan zijn door een straf, omdat ze de zondag niet respecteerden. De dansende dames werden in steen verandert.
Bij de Herlers Stonecircle bij werd een groep mensen gestraft, omdat ze op een heilige dag (zondag) het spel hurling speelden. Ook zij werden in stenen veranderd.
Bij de Rollright Stones gaat het om ridders en een koning. Ze ontmoeten Mother Shipton en worden verandert in steen. De koning wordt de solitaire  King Stone en de ridders vormen de King's Men. Er zijn enkele ridders ontsnapt aan het lot, omdat ze niet in de kring stonden toen de heks de mannen veranderde. Ze worden echter toch gezien en vormen de Whispering Knights.

### Voorbeelden van steencirkels
- Bolmsö
- Calanais Standing Stones
- Diepenbeek
- Easter Aquhorthies Stone Circle
- Glebe Cairn
- Kilmartin Glen
- Machrie Moor Stone Circles
- Moss Farm Road Stone Circle
- Pobull Fhinn
- Recumbent Stone Circle
- Steinacleit
- Stoplesteinan (Egersund)
- Temple Wood Stone Circles
- Tomnaverie Stone Circle
- Torhouse Stone Circle